# Xã Dallas, Quận Dallas, Iowa
Xã Dallas (tiếng Anh: Dallas Township) là một xã thuộc quận Dallas, tiểu bang Iowa, Hoa Kỳ. Năm 2010, dân số của xã này là 345 người.